# Бландек
Бландек (фр. Blendecques) — коммуна во Франции, регион О-де-Франс, департамент Па-де-Кале, округ Сент-Омер, кантон Лонгнесс. Город расположен в 63 км к северо-западу от Лилля и в 40 км к юго-востоку от Кале, в 5 км от автомагистрали А26 «Англия», на берегу реки А.
Население (на 2018 год) — 4974 человека.

## Достопримечательности
- Церковь Святого Духа XIX века в неороманском стиле
- Шато де ла Гаренн XVIII века
- Бывшее аббатство Святого Духа XII века

## Экономика
Структура занятости населения:
- сельское хозяйство — 0,0 %
- промышленность — 31,3 %
- строительство — 2,1 %
- торговля, транспорт и сфера услуг — 37,2%
- государственные и муниципальные службы — 29,4 %

Уровень безработицы (на 2017 год) — 18,7 % (Франция в целом — 13,4 %, департамент Па-де-Кале — 17,2 %). 

Среднегодовой доход на 1 человека, евро (на 2017 год) — 18 710 (Франция в целом — 21 110, департамент Па-де-Кале — 18 610).

## Демография
Динамика численности населения, человек.

## Администрация
Пост мэра Бландека с 2001 года занимает Рашид Бен Амор (Rachid Ben Amor), член Совета департамента Па-де-Кале от кантона Лонгнесс. На муниципальных выборах 2020 года возглавляемый им центристский список одержал победу в 1-м туре, получив 55,91 % голосов. 
| Период | Период | Фамилия        | Партия                  | Примечания                        |
| ------ | ------ | -------------- | ----------------------- | --------------------------------- |
| 2001   | 2014   | Андре Бюльтель | Социалистическая партия |                                   |
| 2014   |        | Рашид Бен Амор | Разные правые           | учитель, член Совета департамента |

## Знаменитые уроженцы
- Альфред Машен (1877—1929), кинорежиссёр

## Галерея

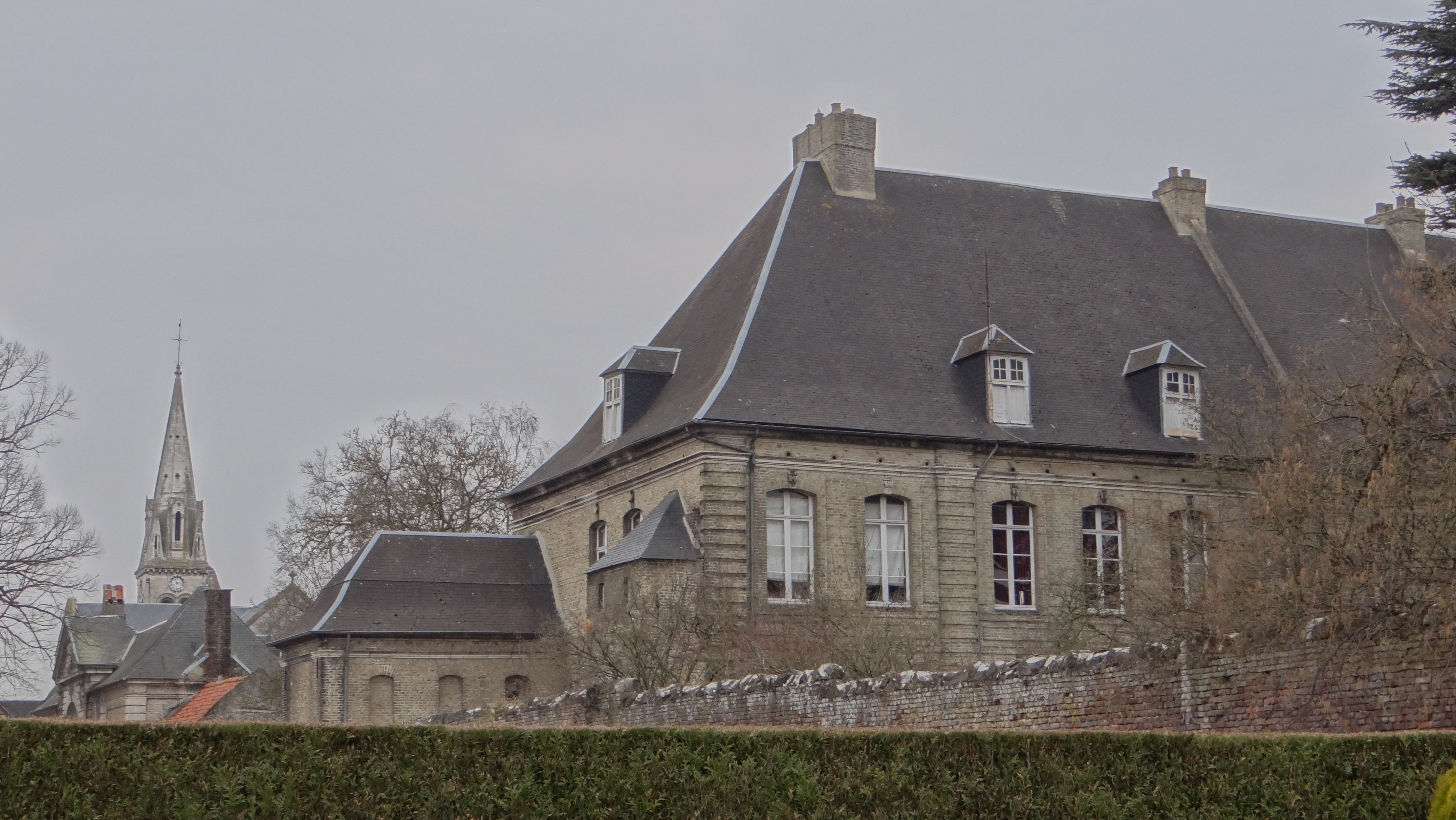
Аббатство Святого Духа
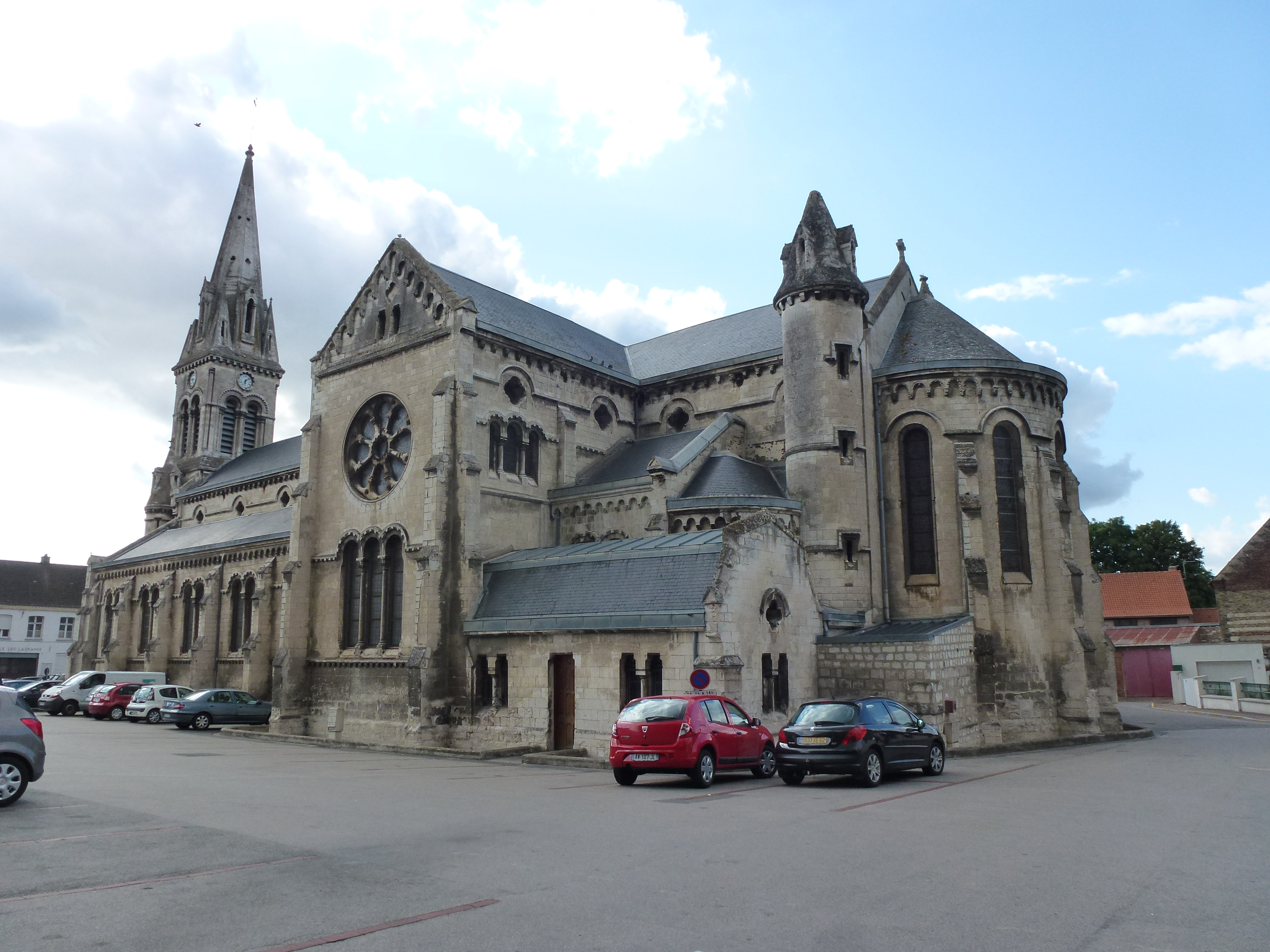
Церковь Святого Духа
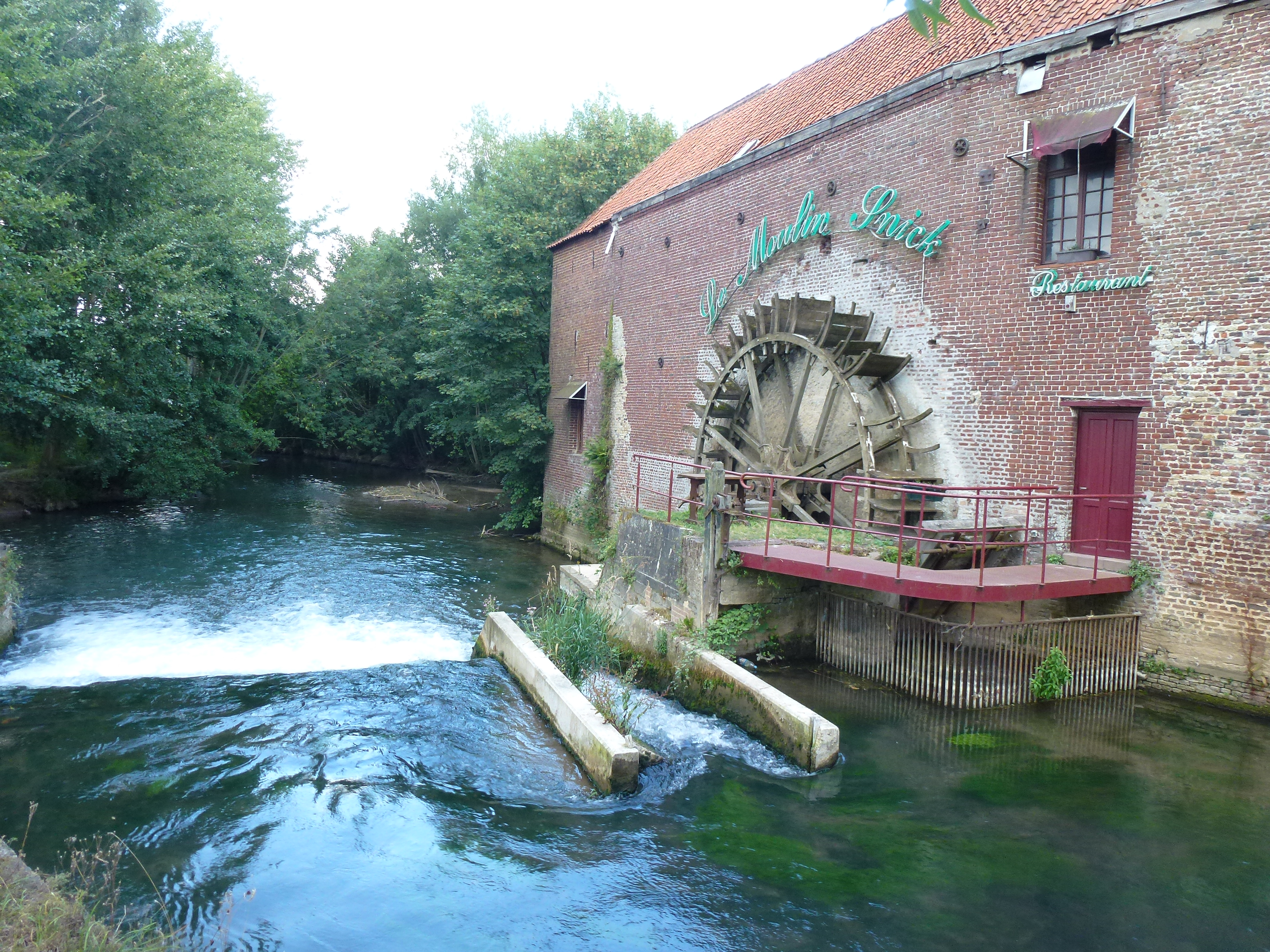
Старинная мельница, сейчас ресторан